# Kirsikka Lansmann

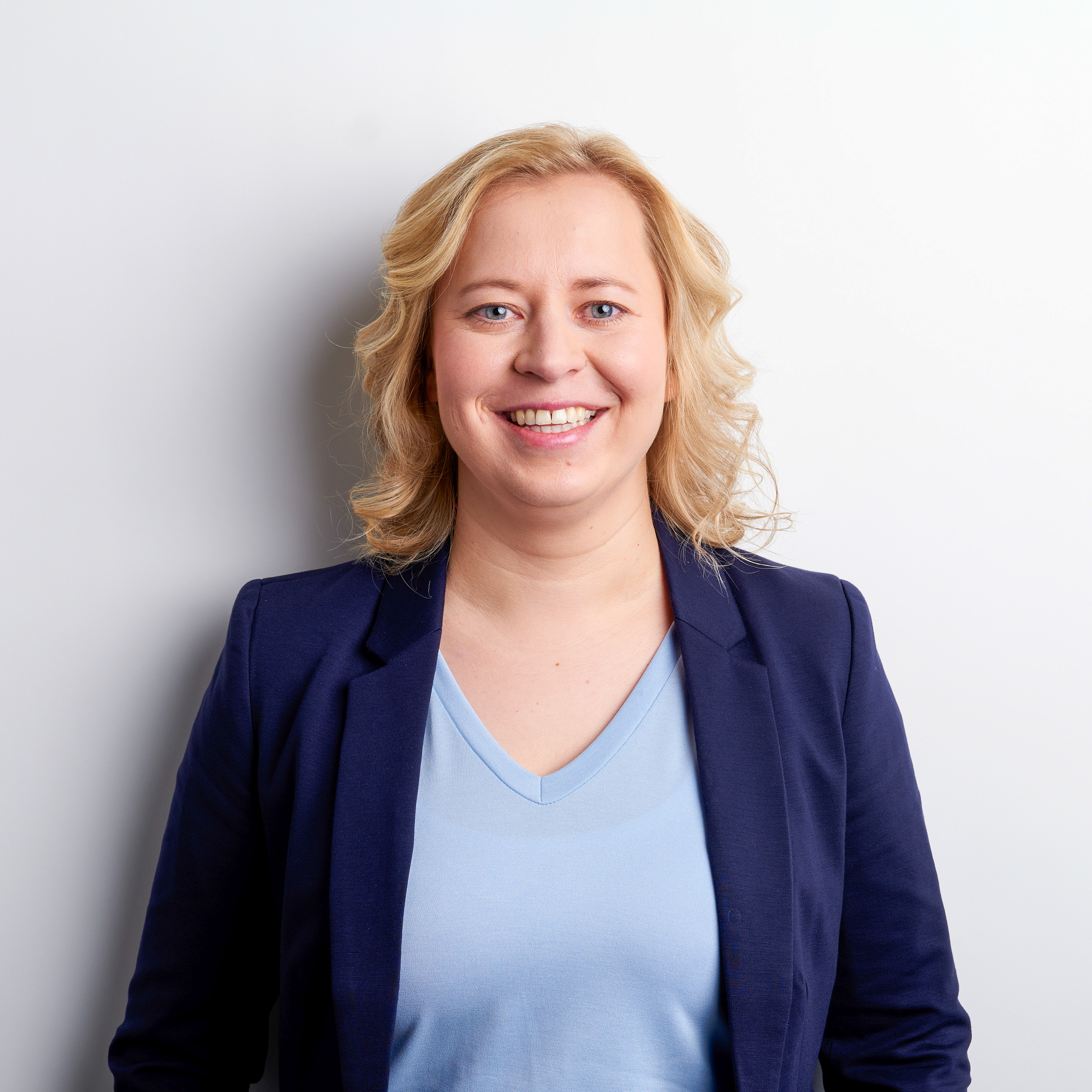
Landtagsabgeordnete Kirsikka Lansmann

Kirsikka Anna Lansmann geb. Macpolowski (* 12. Dezember 1986 in Wolfsburg) ist eine deutsche Politikerin (SPD). Bei der Landtagswahl 2022 wurde sie in den Niedersächsischen Landtag gewählt.

## Leben
Kirsikka Lansmann, deren Mutter aus Finnland stammt, wuchs in Ehra-Lessien im Landkreis Gifhorn auf. Nach dem Abitur am Gymnasium Hankensbüttel studierte sie in Düsseldorf Medienmanagement und hat ein Studium zum MBA an der Ostfalia begonnen. Sie arbeitete als Projektmanagerin in einer Werbeagentur und zuletzt als Online-Marketing-Managerin. Kirsikka Lansmann wohnt mit ihrem Mann und zwei gemeinsamen Kindern in Ehra.

## Politik
Lansmann ist Mitglied des Gemeinderates von Ehra-Lessien und dort Vorsitzende der SPD-Fraktion.  Zudem gehört Lansmann dem geschäftsführenden Vorstand der SPD im Landkreis Gifhorn an und übernimmt dort die Aufgabe der Kassiererin.
Bei der Landtagswahl 2022 trat Lansmann auf Platz 20 der SPD-Landesliste und als Direktkandidatin im Wahlkreis Gifhorn-Nord/Wolfsburg an, den sie mit 33 % der Erststimmen gewann. Im Wahlkampf setzte sie einen Schwerpunkt auf die Familien- und Bildungspolitik. 
Kirsikka Lansmann ist im Landtag Mitglied des Kultusausschusses und Mitglied im Unterausschuss Medien. Im Unterausschuss Medien ist sie die stellvertretende Vorsitzende. Ebenfalls ist sie Mitglied im 25. Parlamentarischen Untersuchungsausschuss „Praxis der AT-Vergütung in der Niedersächsischen Staatskanzlei und den Ministerien“.